# Diradops castanea
Diradops castanea là một loài tò vò trong họ Ichneumonidae.